# Raiam Santos
Raiam Santos (Vila da Penha, ...) è un ex giocatore di football americano brasiliano, che ha giocato come kicker.